# Ricardo Rodríguez de la Vega
Ricardo Valentín Rodríguez de la Vega (Ciudad de México, 14 de febrero de 1942-Ciudad de México, 1 de noviembre de 1962) fue un piloto de automovilismo mexicano. Era hermano menor del también piloto de Fórmula 1 Pedro Rodríguez.
Debido a su temprano debut; a la edad de 19 años y 208 días cuando compitió por primera vez en el Gran Premio de Italia de 1961, se convirtió en el piloto de Fórmula 1 más joven en competir para la Scuderia Ferrari, título que tuvo hasta el 8 de marzo de 2024, siendo reemplazado por Oliver Bearman quien compitió con Ferrari a sus 18 años y 10 meses en el Gran Premio de Arabia Saudita. En este Gran Premio, también se convirtió en el piloto más joven en comenzar una carrera de Fórmula 1 hasta 1980, y el piloto más joven en comenzar desde la primera fila hasta el Gran Premio de Bélgica de 2016, y en el Gran Premio de Bélgica de 1962 se convirtió también en el piloto más joven en sumar puntos en la Fórmula 1 hasta el Gran Premio de Brasil de 2000.

## Primeros años
Ricardo Rodríguez fue el tercer hijo del matrimonio de Pedro Natalio Rodríguez y de Concepción "Conchita" De la Vega Gorráez. Tuvo cuatro hermanos: Pedro, Federico, Conchita y Alejandro. Tenía un medio hermano por parte de su padre, Sergio. Ricardo junto con su hermano Pedro, dos años mayor, corrió bicicletas y motocicletas en su temprana infancia y adolescencia, consiguiendo campeonatos nacionales en ambos tipos de carreras hasta que saltó a los autos. También eran aficionados a la charrería. En julio de 1961 se casó con Sara Cardoso. No tuvo descendencia. En el verano de 1962 su amigo Jo Ramírez lo acompañó a su aventura en Europa a competir en los grandes premios, quien se quedó en Europa y sería posteriormente Jefe de Mecánicos de la escudería McLaren.

## Carrera

### Inicios
Su padre don Pedro impulsó y patrocinó con su fortuna personal a la internacionalización de sus hijos comprando y alquilando automóviles de marcas como OSCA, Porsche y Ferrari de fábrica en justas del Campeonato Mundial de Resistencia.

### Debut internacional en 1957
Su debut internacional se dio en Riverside 1957, cuando con su Porsche RS batió a todos sus rivales en la clase hasta 1.5 litros y luego repitió sus triunfos en Nassau, Bahamas a fin de año.
Todavía no cumplía los 17 años, cuando en 1958 intentó inscribirse junto con su hermano Pedro, en las 24 Horas de Le Mans en Francia en un Ferrari 500TR. El reglamento se lo impidió, aunque Pedro participó con José Behra hermano del famoso Jean Behra.
Regresó en 1959 a Le Mans y fue admitido junto con Pedro en un pequeño OSCA 750; aunque no pudieron terminar.
Junto con su hermano corrió frecuentemente para el N.A.R.T. (North American Racing Team) de Luigi Chinetti, aunque también inscribían los autos bajo el nombre de su padre. En 1960 compartió con André Pilette el segundo lugar en las 24 horas de Le Mans siendo el ganador más joven de un podio con 18 años y 133 días. También obtuvo destacados podios y lugares en las 12 Horas de Sebring, los 1000 km de Nürburgring y las 24 Horas de Daytona en los años siguientes. Ganó la Targa Fiorio de 1962 con Olivier Gendebien y Willy Mairesse en un Ferrari Dino 246 SP.

### Fórmula 1: Scuderia Ferrari
A sus 19 años fue invitado a conducir para Ferrari en el Gran Premio de Italia de 1961. convirtiéndose en el piloto más joven en participar en un Gran Premio de Fórmula 1 (19 años y 208 días), récord que mantendría hasta el 26 de julio de 2009 con el debut del español Jaime Alguersuari (19 años y 125 días); también ha sido el primer y único piloto mexicano firmado por la Escudería Ferrari. El automóvil que se le concedió fue un Ferrari 156 con un viejo motor V6 a 65°, cuando sus compañeros de equipo tenían nuevos motores a 120°. Aún con esa desventaja, consiguió calificarse segundo. Corrió alternándose la punta con Phil Hill y Richie Ginther, aunque tuvo que retirarse por un fallo en la bomba de combustible. Terminó el mundial de 1961 en el duodécimo puesto.
En 1962, ya como piloto oficial de Ferrari, brilló al conseguir el segundo puesto en el no puntuable Gran Premio de Pau, el cuarto en el Gran Premio de Bélgica, y el sexto en el Gran Premio de Alemania.

## Muerte
Era considerado un futuro campeón, pero al quedar sin auto cuando Ferrari no quiso asistir al no puntuable Gran Premio de México de 1962, consiguió el permiso de Maranello para correr en un Lotus 24 con motor Climax del equipo privado de Rob Walker. Murió durante el primer día de prácticas al incrustarse contra el riel de protección de la curva peraltada, tras un fallo en la suspensión de su Lotus. Tenía escasos 20 años. Su cuerpo fue enterrado en el Panteón Español, ubicado en Ciudad de México.

### Legado
Además existe una canción conocida en México, "La historia de Tommy", interpretada por César Costa, cover de la original en inglés "Tell Laura I Love Her", que tuvo un gran éxito dado que coincidió con el fallecimiento de Ricardo Rodríguez; en la canción, se cuenta la historia de un corredor de autos que fallece en la pista. Con base en la canción, se realizó una película, Dile que la quiero, protagonizada por César Costa, Patricia Conde, Oscar Madrigal, Héctor Gómez, Miguel Manzano y Marga López.
El circuito Magdalena Mixhuca de la Ciudad de México, sede de la Fórmula 1, CART, NASCAR México y otras series, fue renombrado en 1973 como Autódromo Hermanos Rodríguez, en honor a él y su hermano Pedro. La Scuderia Rodríguez A.C., (fundación familiar), conserva viva su memoria y la de su hermano y mantiene sus archivos y el Registro Rodríguez de memorabilia y autos de los hermanos, certificándolos. Su secretario general, Carlos Jalife, publicó la biografía Los Hermanos Rodríguez en 2006, traducido al inglés en 2009 y ganador del Libro del Año del Motor Press Guild.

## Resultados

### Fórmula 1
(Clave) (negrita indica pole position) (cursiva indica vuelta rápida)

| Año     | Escudería        | 1       | 2       | 3     | 4   | 5   | 6     | 7       | 8   | 9   | Pos. | Puntos |
| ------- | ---------------- | ------- | ------- | ----- | --- | --- | ----- | ------- | --- | --- | ---- | ------ |
| 1961    | Scuderia Ferrari | MON     | NED     | BEL   | FRA | GBR | GER   | ITA Ret | USA |     | NC   | 0      |
| 1962    | Scuderia Ferrari | NED Ret | MON DNS | BEL 4 | FRA | GBR | GER 6 | ITA Ret | USA | RSA | 13.º | 4      |
| Fuente: |                  |         |         |       |     |     |       |         |     |     |      |        |

### 24 Horas de Le Mans
| Año  | Equipo                     | Copilotos       | Automóvil          | Clase | Vueltas | Pos. | Pos. Clase |
| ---- | -------------------------- | --------------- | ------------------ | ----- | ------- | ---- | ---------- |
| 1958 | North American Racing Team | José Behra      | Ferrari 500 TR58   | S 2.0 | 0       | DNS* | DNS*       |
| 1959 | OSCA Automobili            | Pedro Rodríguez | OSCA Sport 750TN   | S 750 | 32      | DNF  | DNF        |
| 1960 | North American Racing Team | André Pilette   | Ferrari 250 TRI/59 | S 3.0 | 310     | 2.º  | 2.º        |
| 1961 | North American Racing Team | Pedro Rodríguez | Ferrari 250 TRI/61 | S 3.0 | 305     | DNF  | DNF        |
| 1962 | SpA Ferrari SEFAC          | Pedro Rodríguez | Ferrari 246 SP     | E 3.0 | 174     | DNF  | DNF        |

- * En las 24 Horas de Le Mans de 1958, a Ricardo Rodríguez no se le permitió participar ya que a sus 16 años de edad se le consideró demasiado joven según el Automobile Club de l'Ouest, por lo que fue reemplazado por su hermano Pedro, que contaba con 18 años.[15]